# Jaakko Ryhänen
Jaakko Sakari Ryhänen, född Vuorinen 2 december 1946 i Tammerfors, är en finländsk operasångare (bas). 
Ryhänen utbildade sig först till folkskollärare. Efter sångstudier för bland andra Matti Lehtinen och Jolanda di Maria Petris debuterade han på Finlands nationalopera 1972 och innehade solistkontrakt där 1974–2001. Han hade dessutom gästuppträdanden vid operor i bland annat Berlin, München, London, Wien, Milano, Paris, Moskva och i USA samt solistuppdrag på olika håll i världen. År 2003 slöt han ett femårs kontrakt med Bayreuthfestspelen. Han var 1994–1996 tillförordnad professor i sång vid Sibelius-Akademin och 2003 professor vid Estlands musikakademi. År 2004 blev han överlärare vid yrkeshögskolan Pirkanmaan ammattikorkeakoulu i Tammerfors. Till hans främsta roller räknas Filip II i Don Carlos, Daland i Den flygande holländaren, Fafner i Rhenguldet, Hunding i Valkyrian, Sarastro, Boris Godunov samt Paavo i Joonas Kokkonens De sista frestelserna. Han tilldelades Pro Finlandia-medaljen 1988.